# ۱۴۰۳ (خورشیدی)
سال ۱۴۰۳ خورشیدی، هزار و چهارصد و سومین سالِ گاه‌شماری هجری خورشیدی است.
سرآغاز آن چهارشنبه ۱ فروردین ۱۴۰۳ خورشیدی (برابر با ۲۰ مارس ۲۰۲۴ میلادی و ۹ رمضان ۱۴۴۵ قمری قراردادی) و لحظهٔ تحویل آن، ساعت ۰۶:۳۶:۲۶ روز چهارشنبه ۱ فروردین ۱۴۰۳ خورشیدی به وقت ایران بود. این سال کبیسه است.

## نام‌گذاری‌ها
- این سال در گاه‌شماری جانوری، سال اژدها یا نهنگ است.
- این سال در ایران توسط سید علی خامنه‌ای رهبر جمهوری اسلامی ایران به عنوان سال «جهش تولید با مشارکت مردم» نام‌گذاری شد.[۳]

## رویدادها

### فروردین
- ۳ فروردین
  - لو رفتن پاداش‌های ۴۰ تا ۵۰ میلیاردی بابت حضور سلبریتی‌ها در صدا و سیما[۴][۵]
  - حمله به تالار کروکوس سیتی در مسکو پایتخت روسیه دستکم ۱۴۳ نفر کشته و ۱۵۰ تن زخمی. گروه تروریستی داعش مسئولیت این حمله را برعهده گرفت.[۶]
- ۱۳ فروردین - حمله به کنسولگری ایران در دمشق توسط اسرائیل و کشته شدن چند تن از نیروهای سپاه پاسداران در حمله هوایی اسرائیل.[۷]
- ۱۶ فروردین - حمله به مقرهای نظامی چابهار، راسک و سرباز بلوچستان ایران به صورت تهاجمی، گسترده و بی‌سابقه توسط جیش العدل علیه نیروهای سپاه پاسداران.[۸]
- ۲۲ فروردین
  - التهاب و تنش در خاورمیانه پس از تهدید اسرائیل از سوی علی خامنه‌ای خامنه‌ای این‌بار به جای کلمه انتقام سخت از واژه تنبیه سخت استفاده کرد. فرانسه و هند از شهروندان خود خواستند که از سفر به ایران و اسرائیل در پی تشدید تنش‌ها خودداری کنند.[۹]
  - شرکت لوفت‌هانزا، شرکت هواپیمایی اتریش و شرکت هواپیمایی استرالیایی کانتاس در پی تنش در منطقه پس از تهدید اسرائیل توسط خامنه‌ای همه پروازهای خود به ایران را لغو کرد.[۱۰][۱۱][۱۲]
- ۲۵ فروردین - اداره فدرال هوانوردی آلمان به خطوط هوایی هشدار داد امکان سرنگونی در آسمان ایران وجود دارد و اشاره کرد سناریو حمله غیرعمدی با سلاح‌های ضدهوایی از سوی جمهوری اسلامی وجود دارد.[۱۳]
- ۲۶ فروردین - اجرای عملیات وعده صادق توسط سپاه پاسداران با دستور علی خامنه‌ای و حسین سلامی
- ۳۱ فروردین - حمله اسرائیل به ایران

### اردیبهشت
- ۱۲ اردیبهشت - درگیری میان هواداران زن پرسپولیس و هواداران مرد سپاهان.[۱۴]
- ۲۶ اردیبهشت - سیل ۱۴۰۳ مشهد
- ۳۰ اردیبهشت - سانحه سقوط بالگرد حامل ابراهیم رئیسی و حسین امیرعبداللهیان در جنگل دیزمار میان ورزقان و جلفا

### خرداد
- ۲۴ خرداد - آغاز جام ملت‌های اروپا ۲۰۲۴ به میزبانی آلمان.
- ۲۶ خرداد - حمید نوری درجریان تبادل زندانی با سوئد آزاد و به ایران بازگشت. نخست‌وزیر سوئد اعلام کرد یوهان فلودرس و سعید عزیزی در جریان تبادل زندانی آزاد شدند. دولت عمان میانجیگری برای تبادل زندانیان را انجام داد.
- ۲۷ خرداد - ریزش معدن شازند و جان‌باختن دو کارگر[۱۵]
  - زمین‌لرزه ۱۴۰۳ کاشمر
- ۳۰ خرداد - لیست گذاری سپاه پاسداران انقلاب اسلامی به عنوان گروه تروریستی در کانادا[۱۶]

### تیر
- ۸ تیر - برگزاری دور اول انتخابات زود هنگام ریاست جمهوری ایران که سعید جلیلی و مسعود پزشکیان اکثریت آرا را بدست آوردند و به دور دوم رفتند(۱۵تیرماه)
- ۱۵ تیر - برگزاری دور دوم انتخابات زود هنگام ریاست جمهوری ایران و پیروزی مسعود پزشکیان
- ۲۳ تیر - ترور نافرجام دونالد ترامپ در باتلر پنسیلوانیا
- ۲۵ تیر قهرمانی تیم ملی فوتبال اسپانیا با نتیجه ۲ بر ۱ در مقابل تیم ملی فوتبال انگلستان در جام ملت‌های اروپا ۲۰۲۴
- در مرحله نهایی کوپا آمریکا ۲۰۲۴ که جنجال زیادی داشت قبل از شروع بازی و تأخیر ۱:۳۰ ساعته بازی تیم ملی فوتبال آرژانتین ۱ بر ۰ تیم ملی فوتبال کلمبیا را شکست داد و قهرمان این مسابقات شد
- ۲۹ تیر - حادثهٔ آپدیت معیوب کراوداسترایک برای ماکروسافت ویندوز و قطعی کامپیوتری در سراسر جهان

### مرداد
- ۲ مرداد - تیراندازی نیروهای انتظامی به آرزو بدری
- ۶ مرداد - آغاز بازی‌های المپیک تابستانی ۲۰۲۴ به میزبانی پاریس در فرانسه.
- ۷ مرداد - مراسم تنفیذ چهاردهمین دوره ریاست جمهوری در بیت رهبری
- ۹ مرداد - مراسم تحلیف چهاردهمین دوره ریاست جمهوری در مجلس شورای اسلامی و آغاز به کار دولت چهاردهم جمهوری اسلامی ایران
- ۱۰ مرداد - ترور و کشته شدن اسماعیل هنیه رهبر سیاسی حماس، در تهران توسط اسرائیل
- ۱۱ مرداد - خواندن نماز میت بر پیکر اسماعیل هنیه توسط سید علی خامنه‌ای و تشییع او در تهران
  - اعلام مقامات سیاسی ایران از جمله سید علی خامنه‌ای، مسعود پزشکیان، محمدباقر قالیباف مبنی بر انتقام و خونخواهی اسماعیل هنیه از اسرائیل
- ۱۶ مرداد ـ سقوط دولت بنگلادش در پی اعتراضات دانشجویی که در نهایت به یک جنبش ضد دولتی تبدیل شد که با فرار شیخ حسینه نخست‌وزیر این کشور به هند اتفاق افتاد.
- ۲۱ مرداد - پایان بازی های بازی‌های المپیک تابستانی ۲۰۲۴ به میزبانی پاریس در فرانسه.

### شهریور
- ۸ شهریور
  - آغاز بازی های پاراالمپیک پاریس ۲۰۲۴ به میزبانی پاریس در فرانسه
  - کسب نخستین مدال افغانستان در بازی‌های پاراالمیپک. ذکیه خدادادی، دختر ورزشکار افغانستانی، هزاره و عضو تیم پناهندگان در پاراالمپیک پاریس ۲۰۲۴ توانست در رشته پارا تکواندوی زنان، مدال برنز را به‌دست آورد.[۱۷]
- ۱۸ شهریور - پایان بازی های پاراالمپیک پاریس ۲۰۲۴ به میزبانی پاریس در فرانسه
- ۲۳ شهریور - ۱۴ مرد هزاره در دای‌کندی، ولایت شیعه‌نشین افغانستان کشته شدند. داعش مسئولیت گرفت.
- ۲۴ شهریور - شروع جام‌جهانی فوتسال ۲۰۲۴ ازبکستان. تیم‌های افغانستان، تاجیکستان و ایران حضور داشتند.
- ۲۷ شهریور - انفجار پیجرها و بی‌سیم‌های حزب‌الله لبنان
- ۳۱ شهریور - انفجار معدن زغال‌سنگ طبس

### مهر
- ۲ مهر - حملات سپتامبر ۲۰۲۴ اسرائیل به لبنان
- ۶ مهر - حمله هوایی اسرائیل به مرکز فرماندهی حزب‌الله در حومه ضاحیه بیروت و کشته شدن سید حسن نصرالله که با نام عملیات نظم نوین شناخته میشود
- ۱۰ مهر - اجرای عملیات وعده صادق ۲ توسط نیروی هوافضای سپاه پاسداران
- ۱۲ مهر - ترور هاشم صفی الدین
- ۲۱ مهر - آتش سوزی گسترده در بازار آهن شاد‌آباد تهران با ۳ کشته و ۷ زخمی[۱۸][۱۹][۲۰]
- ۲۵ مهر - کشته شدن یحیی سنوار رئیس دفتر سیاسی حماس توسط نیروهای دفاعی اسرائیل در رفح
- ۲۷ مهر - انتشار و لو رفتن دو سند محرمانه اطلاعات خارجی از آژانس امنیت ملی و آژانس اطلاعات مکانی ایالات متحده در کانال های تلگرامی که مربوط به برنامه های اسرائیل برای انتقام از ایران به دلیل حمله ۱۰ مهر علیه اسرائیل بود.

### آبان
- ۵ آبان
  - حمله‌های اسرائیل به ایران
  - حمله مسلحانه جیش‌العدل به خودروی نیروی انتظامی در گوهرکوه تفتان سیستان و بلوچستان و کشته شدن ۱۰ مامور که ۴ نفر سرباز بودند.[۲۱]
- ۱۲ آبان - عریان شدن دختر دانشجویی (با نام احتمالی آهو دریایی) به نشان اعتراض به ضرب و شتم حراست دانشگاه علوم تحقیقات تهران
- ۱۳ آبان - زمین‌لرزه ۴/۸ ریشتری گرمسار
- ۱۵ آبان - برگزاری انتخابات ۲۰۲۴ ریاست‌جمهوری ایالات متحده آمریکا
- ۱۶ آبان - پیروزی دونالد ترامپ در مقابل کاملا هریس و برگزیده شدن وی به عنوان رئیس جمهور منتخب ایالات متحده آمریکا
- ۲۰ آبان - قرارگاه قدس نیروی زمینی سپاه پاسداران اعلام کرد در پی یک درگیری در منطقه عمومی سیرکان، در شهرستان سراوان، پنج نفر از «بسیجیان بومی بلوچ» کشته شدند.[۲۲]
- ۲۲ آبان - اعدام محمدعلی سلامت متهم به تجاوز به بیش از ۲۰۰ زن در همدان
- ۲۳ آبان - خودکشی کیانوش سنجری از بالای پاساژ چهارسو
- ۲۴ آبان - زمین‌لرزه ۴/۳ ریشتری کاشمر
- ۲۸ آبان
  - تحریم کشتیرانی جمهوری اسلامی ایران و چند نفر توسط اتحادیه اروپا
  - تحریم ایران‌ایر و کشتیرانی توسط انگلستان[۲۳][۲۴]

### آذر
- ۱ آذر - دادگاه کیفری بین المللی حکم بازداشت بنیامین نتانیاهو و یوآف گالانت وزیر دفاع سابق اسرائیل به اتهام جنایات جنگی صادر کرد.
- ۲ آذر - قطعنامه پیشنهادی علیه برنامه هسته‌ای ایران، در شورای حکام آژانس بین‌المللی انرژی اتمی تصویب شد. این قطعنامه که توسط آلمان، انگلیس و فرانسه پیشنهاد و تدوین شده بود با ۱۹ رای، ۱۲ رای ممتنع و ۳ رای مخالف به تصویب رسید. روسیه، چین و بورکینافاسو مخالفان این قطعنامه بودند.
- ۶ آذر - کابینه  اسرائیل توافق آتش بس با لبنان را تایید کرد . اسراییل و لبنان با آتش‌بس موافقت کرده‌اند . آتش بس از ساعت ۴ صبح آغاز می شود.
- ۸ آذر - حمله به شمال غربی سوریه ائتلافی از گروه‌های مخالف سوری[۲۵] به رهبری هیئت تحریر شام (HTS) به نیروهای ارتش عربی سوریه (SAA) طرفدار دولت در استان‌های حلب و ادلب سوریه و کشته شدن کیومرث پورهاشمی مستشار نظامی سپاه
- ۹ آذر - آغاز نبرد حلب (۲۰۲۴)
- ۱۳ آذر
  - اعلام حکومت نظامی در کره جنوبی  رئیس جمهور کره جنوبی در این کشور حکومت نظامی اعلام کرد و گفت این اقدام در راستای دفاع از کشوری دموکراتیک است. یون سوک یول  همچنین اپوزیسیون این کشور که پارلمان را در دست دارد را به همسویی با کره شمالی متهم کرد.
  - پایان حکومت نظامی در کره جنوبی با رای پارلمان.
  - تحریم‌ های جدید آمریکا علیه ایران وبگاه وزارت خزانه داری آمریکا در این خصوص اعلام کرد: امروز، ایالات متحده تحریم هایی را علیه ۳۵ نهاد و کشتی که نقش مهمی در انتقال نفت ایران به بازارهای خارجی دارند، اعمال کرد.
- ۱۴ آذر
  - آتش‌سوزی شدید کارخانه روغن نباتی در نیشابور رئیس اورژانس نیشابور : آتش سوزی کارخانه تاکنون ۴ کشته و ۱ مصدوم برجای گذاشته است.
  - در حادثه سقوط یک فروند هواپیمای آموزشی در محدوده شهرستان های فیروزآباد و قیروکارزین ۲ سرنشین هواپیما جان خود را از دست دادند.
- ۱۵ آذر - زمین‌لرزه های گسترده در خوزستان[۲۶]
- ۱۸ آذر
  - سقوط رژیم بشار اسد در سوریه
  - حمله ۲۰۲۴ اسرائیل به سوریه
- ۲۱ آذر - خلیل‌الرحمان حقانی، وزیر مهاجرین دولت طالبان و عضو برجسته گروه حقانی، با انفجاری در محوطه این وزارت در کابل کشته شد.
- ۳۰ آذر - حمله یک پزشک عربستانی با ماشین به بازارچه کریسمس در شهر ماگدبورگ آلمان با کشته شدن ۵ نفر و زخمی شدن حداقل ۲۳۵ نفر[۲۷]

### دی
- ۱ دی - واژگونی و سقوط اتوبوس به دره در محور اندیمشک - پلدختر و کشته شدن ۱۰ نفر[۲۸]
- ۵ دی
  - رفع فیلترینگ واتس‌اپ و گوگل پلی توسط شورای عالی فضای مجازی
  - سقوط پرواز ۸۲۴۳ خطوط هوایی آذربایجان با ۳۸ کشته از ۶۷ سرنشین در قزاقستان
- ۸ دی - اعتراف و تأیید رسمی روسیه از سرنگون کردن پرواز ۸۲۴۳ خطوط هوایی آذربایجان
- ۹ دی - سانحه پرواز ۲۲۱۶ ججو کره جنوبی با ۱۷۹ کشته از ۱۸۱ سرنشین در شهر موآن کره‌جنوبی
- ۱۲ دی - حمله تروریستی با ماشین به جمعیت در نیواورلئان و کشته شدن ۱۰ نفر و خود حمله کننده‌ که پرچم داعش به همراه داشت
- ۱۷ دی
  - زمین‌لرزه ۴/۷ ریشتری در دهرم فارس[۲۹]
  - زمین‌لرزه ۵/۲ ریشتری در ریز بوشهر[۳۰]
- ۱۸ دی - شروع آتش‌سوزی های ژانویه ۲۰۲۵ جنگل‌های کالیفرنیای جنوبی
- ۱۹ دی - آزادی چچیلیا سالا
- ۲۰ دی - انتخاب جوزف عون بعد از ۱۴ بار (۲ سال ، از آبان ۱۴۰۱) و تشکیل جلسه توسط مجلس نمایندگان لبنان برای انتخاب رئیس‌جمهور
- ۲۵ دی - اعلام توافق آتش‌بس جدیدی برای غزه و آزادی گروگان ها و تبادل زندانیان فلسطینی[۳۱]
- ۲۶ دی - سقوط هواپیمای آموزشی فراجا در رشت و کشته شدن ۳ نفر[۳۲]
- ۲۹ دی - ترور و کشته شدن قاضی مقیسه و رازینی توسط فرشاد اسدی در کاخ دادگستری و خودکشی‌ ضارب پیش از دستگیری
- ۳۰ دی - اجرای آتش‌بس ۲۰۲۵ جنگ اسرائیل و حماس

### بهمن
- ۱ بهمن - دومین مراسم تحلیف دونالد ترامپ و آغاز دومین دوره ریاست‌جمهوری دونالد ترامپ
- ۲ بهمن - آتش‌سوزی هتل کارتالکایا در استان بولی ترکیه با ۷۹ کشته و دست‌کم ۵۱ زخمی
- ۱۰ بهمن - سانحه هوایی رودخانه پوتوماک در آمریکا با ۶۷ کشته از هر دو هواگرد (یک هواپیما و یک هلیکوپتر) درگیر در حادثه
- ۱۶ بهمن
  - افتتاح قطعه اول آزادراه تبریز مرند
  - احیای فرمان کارزار فشار حداکثری علیه ایران توسط دونالد ترامپ[۳۳]
- ۱۸ بهمن - حادثه واژگونی اتوبوس دانش‌آموزان دختران نخبه در کرمان با ۶ کشته و ۳۵ مصدوم[۳۴]
- ۲۱ بهمن - آغاز اعتراضات بهمن ۱۴۰۳ در دهدشت
- ۲۴ بهمن - کشته‌شدن امیرمحمد خالقی
- ۲۵ بهمن -  اعتراضات کوی دانشگاه به‌علت کشته شدن امیرمحمد خالقی
- ۲۸ بهمن - زمین‌لرزه ۵/۴ ریشتری حسینیه خوزستان[۳۵]

### اسفند
- ۴ اسفند - انفجار بمب صوتی در ساختمان ستادی زیرمجموعه بنیاد مسکن چابهار با مسئولیت جیش‌العدل[۳۶]
- ۱۰ اسفند
  - دیدار پرتنش و خصمانه‌ی ترامپ و زلنسکی در کاخ سفید
  - کشته شدن ۶ کوهنور بر اثر ریزش بهمن در ارتفاعات هفت تاش بانه[۳۷]
- ۱۱ اسفند - ترور و کشته شدن دو بسیجی بومی در حین بازگشت از محل کار در سراوان[۳۸]
- ۱۲ اسفند - استیضاح عبدالناصر همتی وزیر امور اقتصادی و دارایی دولت پزشکیان[۳۹] و استعفای محمدجواد ظریف[۴۰]
- ۱۴ اسفند - زمین‌لرزه ۴/۸ ریشتری قصر شیرین[۴۱]
- ۱۶ اسفند
  - آغاز درگیری‌های مارس ۲۰۲۵ غرب سوریه
  - کشته شدن مصطفی عبداللهی فرمانده نیروی دریایی سپاه بر اثر آتش‌سوزی در یکی از مراکز سپاه در تهران[۴۲][۴۳]
- ۱۷ اسفند - اعلام ترامپ مبنی بر نوشتن و ارسال نامه‌ای به خامنه‌ای[۴۴]
- ۱۸ اسفند - زمین‌لرزه ۴/۷ ریشتری در رویدر هرمزگان[۴۵]
- ۱۹ اسفند - افشای ویدیویی از محسن رفیق‌دوست مبنی بر چگونگی ترور فریدون فرخزاد

- ۲۰ اسفند - زمین‌لرزه ۴/۵ ریشتری کنارتخته فارس[۴۶]
- ۲۱ اسفند - زمین‌لرزه ۴/۹ ریشتری سرو آذربایجان غربی[۴۷]
- ۲۴ اسفند - وقوع دو زمین لرزه‌ی ۳ و ۳/۳ ریشتری در چرمشهر ورامین[۴۸]
- ۲۵ اسفند - آغاز حملات مارس ۲۰۲۵ ایالات متحده آمریکا به یمن
- ۲۸ اسفند
  - بزرگترین حمله از سوی اسرائیل به نوار غزه پس از آتش بس ۲۰۲۵
  - در آخرین روز فعالیت بنگاه های اقتصادی و صرافی های ایران در سال ۱۴۰۳ نرخ هر دلار آمریکا سه رقمی شده و نصاب باورنکردنی ۱۰۱ هزار تومان را ثبت کرد، همچنین بهای هر قطعه سکه بهار آزادی به ۱۰۰ میلیون و هر گرم طلای ۱۸ عیار به بالای ۸ میلیون تومان رسید.
- ۲۹ اسفند - دستگیری اکرم امام‌اوغلو شهردار استانبول و شروع تظاهرات ضد دولتی ۲۰۲۵ ترکیه
- ۳۰ اسفند - آخرین کبیسه‌‌‌ دوره ۳۳ساله ، سال کبیسه     بعدی بجای چهار سال پنج سال خواهد بود یعنی سال ۱۴۰۷ کبیسه نیست و ۱۴۰۸ کبیسه است[۴۹]

## درگذشتگان

### فروردین
- ۱ فروردین - فرامرز اصلانی، خواننده، آهنگساز و ترانه‌سرا (زاده ۱۳۲۴)
- ۵ فروردین - پیکر سارا تبریزی، زندانی سیاسی ۲۰ ساله، یک روز بعد از احضار به وزارت اطلاعات پیدا شد.
- ۶ فروردین - پرستو بخشی، پزشک متخصص قلب و عروق (زاده ۱۳۶۸)
- ۱۳ فروردین
  - محمدرضا زاهدی، فرمانده اسبق نیروی زمینی سپاه و از فرماندهان ارشد نیروی قدس سپاه پاسداران کشته‌شده توسط حمله هوایی اسرائیل به ساختمان کنسولگری ایران در دمشق (زاده ۱۳۳۹)[۵۰]
  - محمدهادی حاج‌رحیمی، معاون هماهنگ‌کنندهٔ نیروی قدس سپاه پاسداران انقلاب اسلامی (زاده ۱۳۴۱)
  - رضا داوودنژاد، بازیگر سینما و تلویزیون (زاده ۱۳۵۹)
  - ذوالفقار بیتانه، نوازنده دوتار و سازنده سازهای سنتی (زاده ۱۳۴۰)
- ۱۸ فروردین - پرویز بابایی، مؤلف و مترجم (زاده ۱۳۱۱)
- ۲۲ فروردین - محمود مدبری کرمانی، استاد دانشگاه، پژوهشگر ادبیات، مصحح و شاهنامه‌شناس (زاده ۱۳۳۵)
- ۲۳ فروردین - بهروز پیروزیان، بازیگر سینما و تلویزیون (زاده ۱۳۳۴)
- ۲۹ فروردین - عباس شریفی تهرانی، گیاه‌شناس (زاده ۱۳۱۶)
- ۳۰ فروردین
  - پرویز داودی، سیاستمدار (زاده ۱۳۳۱)
  - عبدالکریم بهنیا، آبشناس و نویسندهٔ ایرانی (زاده ۱۳۲۲)

### اردیبهشت
- ۳ اردیبهشت - نادر کاشانی، کاپیتان پیشین بسکتبال ایران (زاده ۱۳۲۳)
- ۱۲ اردیبهشت - مسعود اسکویی، گوینده و مجری ورزشی (زاده ۱۳۱۸)
- ۱۴ اردیبهشت - عیسی قلی‌پور، خواننده و نوازندهٔ دوتار (زاده ۱۳۲۱)
- ۱۶ اردیبهشت - محمدعلی علومی، نویسنده (زاده ۱۳۴۰)
- ۲۰ اردیبهشت - کورش نیکنام، موبد زرتشتی، نویسنده و پژوهشگر فرهنگ ایران باستان (زاده ۱۳۳۳)
- ۲۶ اردیبهشت - علی‌اکبر طوفان‌پناه، بازیگر سینما و تلویزیون (زاده ۱۳۱۷)
- ۲۸ اردیبهشت - زری خوشکام، بازیگر (زاده ۱۳۲۴)
- ۳۰ اردیبهشت
  - سید ابراهیم رئیسی، هشتمین رئیس‌جمهور ایران (زاده ۱۳۳۹)
  - حسین امیرعبداللهیان، وزیر امور خارجه (زاده ۱۳۴۳)
  - سید محمدعلی آل هاشم، نماینده ولی فقیه در استان آذربایجان شرقی و امام جمعه تبریز (زاده ۱۳۴۱)
  - مالک رحمتی، استاندار آذربایجان شرقی (زاده ۱۳۶۱)
  - سید مهدی موسوی، فرمانده یگان حفاظت رئیس جمهور
  - سید طاهر مصطفوی، خلبان ایرانی (زاده ۱۳۴۸)
  - محسن دریانوش، خلبان ایرانی (زاده ۱۳۵۹)
  - بهروز قدیمی، مهندس پرواز (زاده ۱۳۵۸)

### خرداد
- ۸ خرداد - مرتضی اردستانی، بازیگر و چهره‌پرداز (زاده ۱۳۳۰)
- ۱۶ خرداد - علیرضا ازغندی، نویسنده (زاده ۱۳۲۰)
- ۱۸ خرداد - جعفر میلی‌منفرد، سیاستمدار و پژوهشگر (زاده ۱۳۳۲)
- ۱۹ خرداد - غیاث‌الدین طاهامحمدی، فقیه و نماینده ادوار مجلس خبرگان (زاده ۱۳۲۶)
- ۲۵ خرداد - محسن صرامی فروشانی، نماینده ادوار مجلس (زاده ؟)
- ۳۰ خرداد - توران شهریاری، شاعر (زاده ۱۳۱۰)

### تیر
- ۱۹ تیر - سید کوچک هاشمی زاده، پژوهشگر، لغت‌شناس، نویسنده، ملقب به دهخدای جنوب (زاده ۱۳۲۴)
- ۲۶ تیر - حسین هاشمیان، نماینده ادوار مجلس (زاده ۱۳۱۵)
- ۲۷ تیر - فرهاد مشیری، هنرمند و نقاش (زاده ۱۳۴۲)

### مرداد
- ۱ مرداد - سعید راد، بازیگر (زاده ۱۳۲۳)
- ۷ مرداد - محمدتقی غیاثی، استاد دانشگاه، مترجم و نویسندهٔ (زاده ۱۳۱۱)
- ۸ مرداد - محمد صفی‌زاده، مدیر و روزنامه‌نگار (زاده ۱۳۳۰)
- ۹ مرداد - محمدهاشم بدری، نقاش و نظامی (زاده ۱۳۲۵)
- ۱۰ مرداد
  - مختار نورافشان، قهرمان پارالمپیک (زاده ۱۳۴۶)
  - اسماعیل هنیه، رئیس دفتر سیاسی حماس (زاده ۱۳۴۱)
- ۱۷ مرداد - محمدرضا نکونام، مرجع تقلید و مدرس (زاده ۱۳۲۷)
- ۱۹ مرداد - فتح‌الله طاهری، بازیگر (زاده ۱۳۲۱)
- ۲۴ مرداد - محمد شریعتی، بازیکن و مربی والیبال (زاده ۱۳۵۷)
- ۲۶ مرداد - محمد آل عصفور، ادیب و نویسنده (زاده ۱۳۱۰)
- ۲۸ مرداد -  الن دلون، بازیگر فرانسوی (زاده ۱۳۱۴)
- ۳۰ مرداد
  - هوشنگ حریرچیان، بازیگر (زاده ۱۳۱۱)
  - سیراک ملکنیان، نقاش (زاده ۱۳۱۰)
  - حسین خانی‌بیک، بازیگر (زاده ۱۳۲۰)

### شهریور
- ۲ شهریور - هاشم سلیمی آشتیانی، فعال نیکوکاری (زاده ۱۳۳۷)
- ۴ شهریور - زهره حمیدی، بازیگر (زاده ۱۳۳۶)
- ۵ شهریور
  - رضا قطبی، سیاستمدار (زاده ۱۳۱۷)
  - غلامرضا افخمی، پژوهشگر (زاده ۱۳۱۴)
- ۹ شهریور - محمدعلی بهمنی، شاعر (زاده ۱۳۲۱)
- ۱۲ شهریور - جلیل تجلیل، استاد دانشگاه، پژوهش‌گر ادبیات و مترجم (زاده ۱۳۱۳)
- ۱۵ شهریور - محمد برزمهری، بازیکن فوتبال (زاده ۱۳۱۹)
- ۱۹ شهریور - علیرضا طبایی، شاعر (زاده ۱۳۲۳)
- ۲۰ شهریور
  - عباس محفوظی، مرجع تقلید (زاده ۱۳۰۷)
  - پری صابری، نویسنده و کارگردان (زاده ۱۳۱۱)
- ۲۴ شهریور - صدرالدین حجازی، بازیگر (زاده ۱۳۲۷)
- ۲۷ شهریور - اوین آغاسی، خوانندۀ ایرانی-آمریکایی (زاده ۱۳۲۴)
- ۳۰ شهریور - محمود حکیمی، نویسنده و مترجم (زاده ۱۳۲۳)
- ۳۱ شهریور - رضا سراج، سخنگو شورای عالی امنیت ملی (زاده ۱۳۴۴)

### مهر
- ۶ مهر
  - سید حسن نصرالله، سومین دبیرکل حزب‌الله لبنان (زاده ۱۳۳۹)
  - عباس نیلفروشان، فرمانده نظامی (زاده ۱۳۴۵)
- ۷ مهر - فریدون تنکابنی، طنزپرداز و داستان‌نویس (زاده ۱۳۱۶)
- ۸ مهر - محمد جعفری اراکی، مجتهد و فقیه (زاده ۱۳۱۰)
- ۱۲ مهر -
  - هاشم صفی الدین، روحانی شیعه و سیاستمدار لبنانی
  - جلیل شعبانی، تهیه‌کننده، مجری طرح و مدیر تولید (زاده ۱۳۴۶)
- ۱۷ مهر - حبیب‌الله آیت‌اللهی، نقاش (زاده ۱۳۱۳)
- ۱۸ مهر - مصطفی اسدالهی، طراح گرافیک و نقاش (زاده ۱۳۲۹)
- ۲۰ مهر - امین‌الله رشیدی، خواننده و آهنگساز (زاده ۱۳۰۴)
- ۲۵ مهر - یحیی سنوار، سیاستمدار (زاده ۱۳۴۱)
- ۲۸ مهر - منصور وفایی، سیاستمدار (زاده ۱۳۱۳)

### آبان
- ۱ آبان - سید آهنگ کوثر، فعال محیط زیست (زاده ۱۳۱۵)
- ۴ آبان - عباس میرزا ابوطالبی، سیاستمدار و نماینده ادوار مجلس (زاده ۱۳۳۳)
- ۶ آبان - آرشاک قوکاسیان، دوبلور (زاده ۱۳۲۳)
- ۷ آبان - جمشید شارمهد، فعال سیاسی (زاده ۱۳۳۴)
- ۱۹ آبان - منصوره قدیری جاوید، خبرنگار و پژوهشگر خبرگزاری ایرنا (زاده ۱۳۵۱)
- ۲۰ آبان - نصرت‌الله معینیان، سیاستمدار (زاده ۱۳۰۰)
- ۲۲ آبان - محمدعلی سلامت، متجاوز همدانی اعدام شد (زاده ۱۳۶۰)
- ۲۳ آبان
  - مظاهر حق‌شناس کودهی، نماینده پیشین مجلس (زاده ۱۳۱۷)
  - هاشم کلاهی، کشتی‌گیر (زاده ۱۳۳۵)
  - کیانوش سنجری، فعال دانشجویی، وبلاگ‌نویس و روزنامه‌نگار (زاده ۱۳۶۱)
- ۳۰ آبان - رسول میرمالک، کشتی‌گیر (زاده ۱۳۱۷)

### آذر
- ۱ آذر - محمداسماعیل شوشتری، سیاستمدار و قاضی (زاده ۱۳۲۸)
- ۴ آذر - احمد مراتب، خواننده و موسیقی‌دان (زاده ۱۳۳۱)
- ۶ آذر - جهانگیر درویش، طراح و معمار (زاده ۱۳۱۲)
- ۱۱ آذر - حسین توشه، بازیگر (زاده ۱۳۳۳)
- ۱۴ آذر - نسترن حکمی، مترجم و ویراستار (زاده ۱۳۳۰)
- ۱۷ آذر - افشین پیرهاشمی، نقاش (زاده ۱۳۵۳)
- ۲۱ آذر - بهروز خاماچی، تاریخ‌نگار (زاده ۱۳۱۴)
- ۲۵ آذر - نبی‌الله پیرهادی، بازیگر (زاده ۱۳۳۶)
- ۲۷ آذر - علاءالدین میرمحمدصادقی، سیاستمدار و بازرگان (زاده ۱۳۱۰)

### دی
- ۳ دی - ژاله علو، بازیگر سینما و تلویزیون (زاده ۱۳۰۶)
- ۴ دی - ابوالحسن ندیم، پزشک و دانشمند (زاده ۱۳۰۷)
- ۸ دی
  - منصور یاقوتی، نویسنده (زاده ۱۳۲۷)
  - سید عبادالله محمودیان، ریاضی‌دان و دانشمند (زاده ۱۳۲۲)
- ۹ دی - جیمی کارتر، ۳۹امین رئیس جمهور ایالات متحده آمریکا (زاده ۱۳۰۳)
- ۱۱ دی - حسین ابراهیمی (سیاستمدار)، سیاستمدار (زاده ۱۳۲۴)
- ۲۲ دی - فریدون شهبازیان، موسیقی‌دان و آهنگساز (زاده ۱۳۲۱)
- ۲۳ دی
  - منیره گرجی فرد، نماینده مجلس خبرگان (زاده ۱۳۰۸)
  - سید ابوالحسن حسینی، نماینده ادوار مجلس (زاده ۱۳۱۲)
- ۲۵ دی - محمدناصر سقای بی‌ریا، سیاستمدار (زاده ۱۳۳۷)
- ۲۶ دی - سید ابراهیم نبوی، فعال سیاسی (زاده ۱۳۳۷)
- ۲۹ دی
  - علی رازینی، روحانی و قاضی (زاده ۱۳۳۲)
  - محمد مقیسه، روحانی و قاضی (زاده ۱۳۳۵)
  - فرشاد اسدی، شهروند ایرانی (زاده ۱۳۶۵)
- ۳۰ دی - جلال متینی، مورخ (زاده ۱۳۰۷)

### بهمن
- ۵ بهمن - قهرمان رشید، سیاستمدار (زاده ۱۳۳۶)
- ۱۱ بهمن - محمدحسن اصغرنیا، سیاستمدار (زاده ۱۳۲۸)
- ۱۳ بهمن - مهدی حاج‌محمد، فوتبالیست (زاده ۱۳۲۹)
- ۱۶ بهمن - صادق بریرانی، طراح، گرافیست و نقاش (زاده ۱۳۰۲)
- ۱۷ بهمن
  - اسماعیل فدایی، نماینده ادوار مجلس (زاده ۱۳۲۰)
  - ژاله سید هادی‌زاده، بازیکن و مربی والیبال (زاده ۱۳۲۱)
- ۲۹ بهمن
  - ایرج رضایی، دوبلور (زاده ۱۳۱۴)
  - مصطفی برزگر گنجی، سیاستمدار و دادستان (زاده ؟)
- ۳۰ بهمن - پرویز مسجدی، نویسنده (زاده ۱۳۱۷)

### اسفند
- ۱ اسفند
  - غلامحسین فرزامی، بازیکن فوتبال (زاده ۱۳۲۴)
  - منوچهر والی‌زاده، دوبلور (زاده ۱۳۱۹)
- ۱۱ اسفند - داود احمدی مونس، کاریکاتوریست (زاده ۱۳۶۲)
- ۲۱ اسفند - تورج رهنما، مترجم (زاده ۱۳۱۶)
- ۲۲ اسفند - محمود فرشیدی، سیاستمدار و وزیر سابق (زاده ۱۳۳۰)
- ۲۴ اسفند - مهدی مسعودشاهی، مدیر سینمایی (زاده ۱۳۲۹)
- ۲۵ اسفند - کامران کاتوزیان، نقاش و طراح گرافیک (زاده ۱۳۲۰)